# Chris Laurence

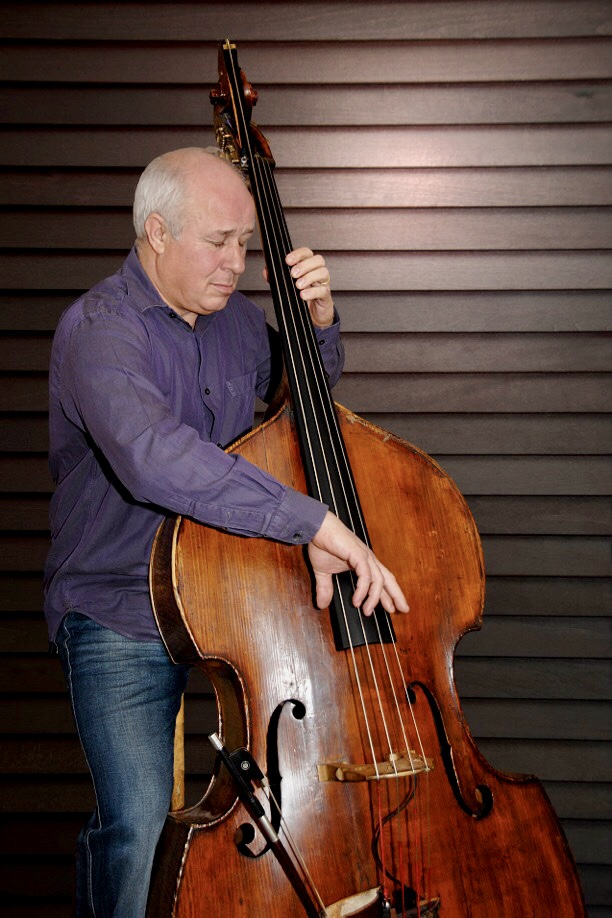
Chris Laurence, 2017

Chris Laurence (* 6. Januar 1949 in London) ist ein britischer Kontrabassist, der im Bereich des Modern Jazz, aber auch der Klassischen Musik bekannt geworden ist.

## Leben
Laurence stammt aus einer musikalischen Familie (sein Vater war der Pianist Tony Laurence, die Großmutter die Harfenistin Marie Goossens). Im Alter von sieben Jahren lernte er Piano; er wurde am Royal Junior College of Music unterwiesen. Als Jugendlicher wechselte er zum Kontrabass und studierte an der Guildhall School of Music and Drama bei James Merret. Daneben spielte er im National Youth Jazz Orchestra.
In den späten 1960ern spielte er mit vielen Jazzmusikern der Londoner Szene wie Frank Ricotti und Mike Westbrook. In den frühen 1970ern arbeitete er im Quintett von Alan Skidmore, den Sextetten von John Taylor, Mick Pyne und Stan Sulzmann, aber auch in der Gruppe von Kenny Wheeler. Dann gehörte er zum BBC Symphony Orchestra. In den 1980ern spielte er mit Tony Oxley, Tony Coe, mit Ian Carr, mit Michael Garrick und mit John Surman. 1984 wurde Laurence als Erster Bassist Mitglied des London Bach Orchestra. Er arbeitete bis 1995 auch mit dem Kammerorchester der Academy of St. Martin in the Fields. Weiterhin nahm er mit Norma Winstone, mit J. J. Johnson, mit Gordon Beck, mit John Williams, mit der Michael Nyman Band, mit Andy Sheppard, mit John Law Cornucopia Ensemble, Brigitte Beraha, Gerd Dudek (’Smatter) sowie mit Elton John, mit Elvis Costello, mit Sting und mit David Gilmour auf. Erst 2007 erschien eine Veröffentlichung alleine unter seinem eigenen Namen. Als Studiomusiker arbeitete er auch mit Sam Smith (Unholy).

## Diskografie (Auswahl)
- Elton Dean, Alan Skidmore, Chris Laurence, John Marshall: El Skid (Vinyl Records 1977)
- Coe – Hymas – Laurence: Les sources bleues (Nato 1991)
- New View (Basho Records 2007, mit Frank Ricotti, John Parricelli, Martin France sowie Norma Winstone)
- Ken Wheeler: Some Gnu Ones (Jazz in Britain, 2021)

Mit Alan Skidmore
- T.C.B. (Philips Records 1970)

Mit John Surman
- Morning Glory (Island Records 1973)
- The Brass Project (ECM Records 1993)
- Stranger than Fiction (ECM Records 1993)

Mit John Taylor
- Pause, and Think Again (Turtle Records 1971)
- Decipher (MPS Records 1973)

Mit Kenny Wheeler
- Kayak (Ah Um Records 1992)
- Dream Sequence (PSI Records 2003)
- The Long Waiting (CAM Jazz 2012)
- Songs for Quintet (ECM Records 2015)

Mit Elton Dean
- They All Be on This Old Road (Ogun Records 1977)

## Lexigraphische Einträge
- Ian Carr, Digby Fairweather, Brian Priestley: Rough Guide Jazz. Der ultimative Führer zur Jazzmusik. 1700 Künstler und Bands von den Anfängen bis heute. Metzler, Stuttgart/Weimar 1999, ISBN 3-476-01584-X.
- John Chilton: Who’s Who of British Jazz. Continuum, London 2004, ISBN 0-8264-7234-6.